# Volyně (Výsluní)
Volyně (deutsch Wohlau) ist ein Ortsteil der Stadt Výsluní in Tschechien.

## Geographie
Volyně liegt drei Kilometer südwestlich von Výsluní und gehört zum Okres Chomutov. Die Ortslage erstreckt sich an der Südabdachung des Erzgebirges am Oberlauf des Baches Volyňský potok (Wohlauer Bach). Nordöstlich liegt das Tal des Třebíšský potok (Triebischl), im Westen entspringt der Hradištský potok (Radiser Bach). Südwestlich erhebt sich der Volyňský vrch (Hundskoppe, 727 m), im Süden die Radisleiten (744 m) und der Pavlovský Špičák (695 m), südwestlich der Krčma (Kretschamberg, 725 m), im Westen die Rusová (Reischdorfer Koppe, 856 m) und nordwestlich die Lysá hora (Reischberg, 875 m).
Nachbarorte sind Satzung im Norden, Třebíška im Nordosten, Úbočí und Místo im Osten, Nová Víska und die Wüstung Potočná im Südosten, das gleichfalls erloschene Pavlov sowie Hradiště im Süden, Louchov und Krčma im Südwesten sowie Rusová im Westen. Nordwestlich liegt die Talsperre Přísečnice.

## Geschichte

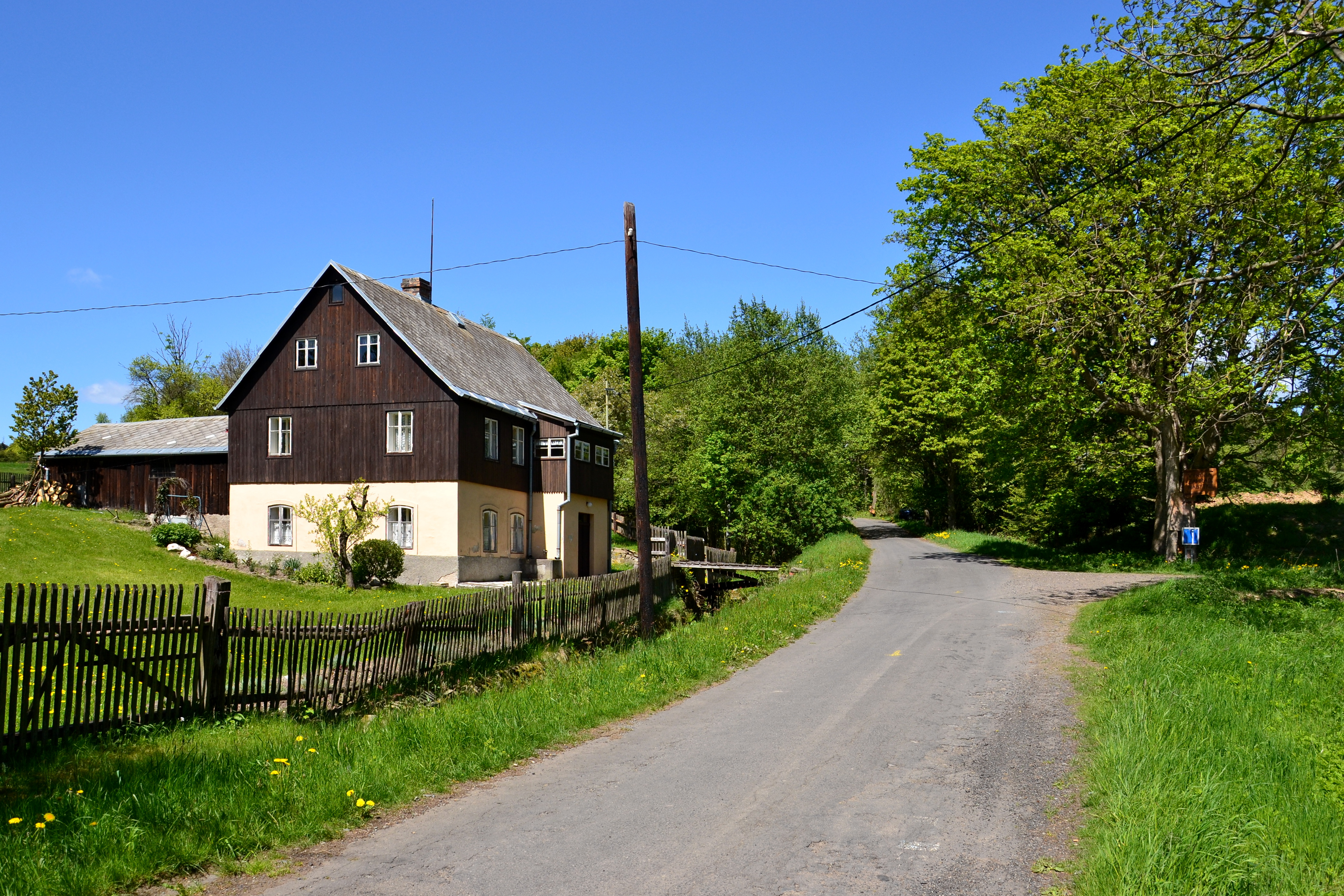
Anwesen in Volyně

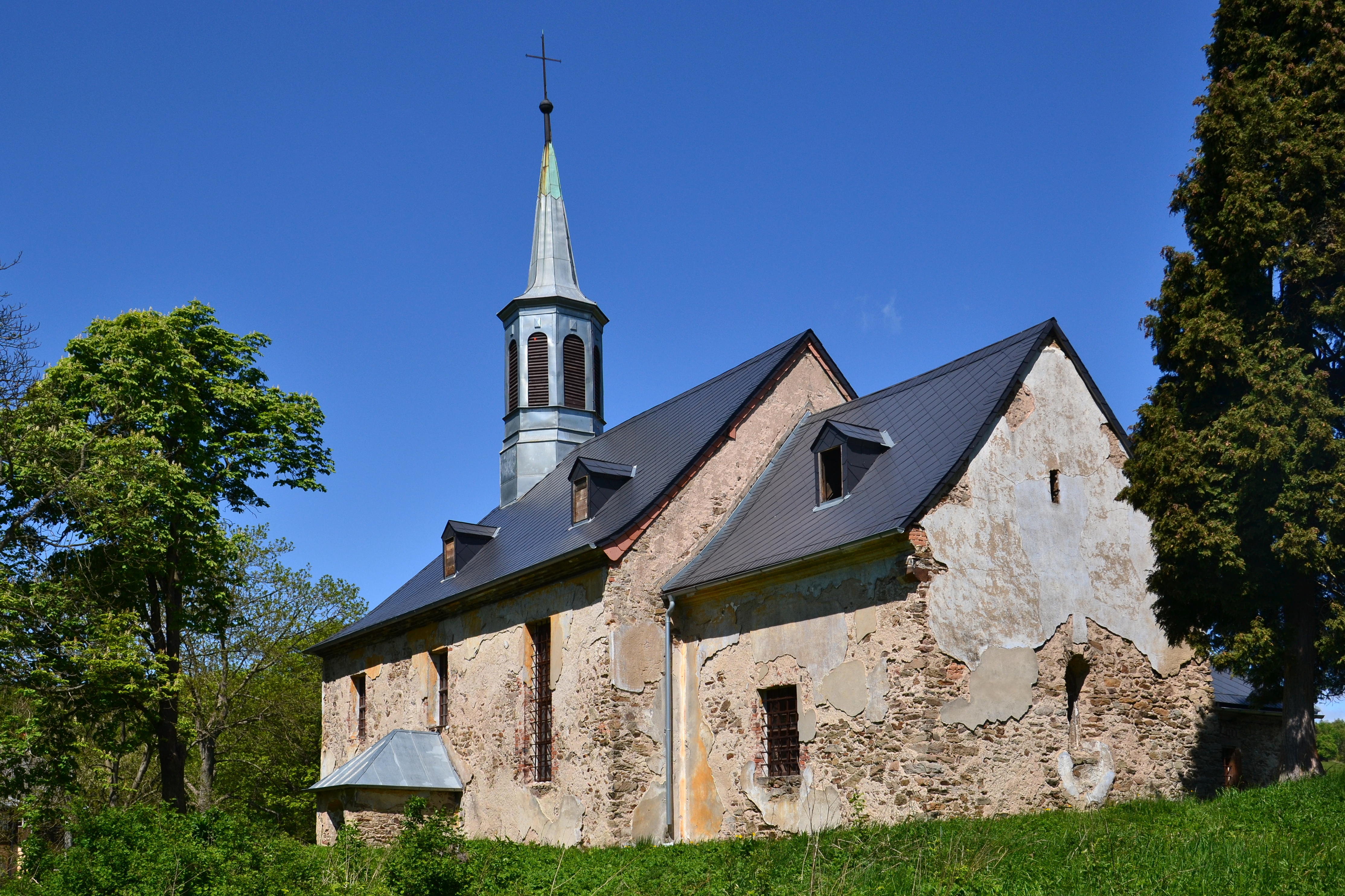
Kirche St. Peter und Paul

Die erste schriftliche Erwähnung von Wolaw erfolgte 1384 im Zusammenhang mit der Kirche St. Peter und Paul. Nachfolgend wurde das Dorf als Wolow und ab 1431 als Wolynye bezeichnet. Wolaw gehörte zu den Besitzungen der Herren von Schönburg im Hassensteiner Anteil der Preßnitzer Güter. Für seine Verdienste bei der Einnahme der Burg Hassenstein im Jahre 1417 wurde Nikolaus von Lobkowicz mit der Herrschaft belegt. Ab 1431 ist in Wolynye ein Freigericht nachweisbar. Der Erbrichter war von der Robotpflicht befreit; ihm unterstanden auch die Orte Triebischl und Zieberle. Das Erbgericht besaß das Brau- und Schankrecht. Im Dreißigjährigen Krieg fiel der Ort wüst. In der berní rula von 1654 sind für Wohlau ein Bauer, sechs Gärtner und 21 Häusler ausgewiesen. Seit 1680 ist in Wohlau eine Schule nachweislich, diese erhielt 1690 ein eigenes Schulhaus. 1748 bestand das Dorf aus 35 Häusern und einer Mühle. 1787 war das Dorf auf 43 Häuser angewachsen. Im 19. Jahrhundert entstand die Magnetitgrube Peter und Paul Zeche, die wenig ertragreich war. Bis zum Jahre 1848 wurde bei Wohlau auch Kalk gebrochen.
Nach der Aufhebung der Patrimonialherrschaften bildete Wohlau ab 1850 eine Gemeinde in der Bezirkshauptmannschaft Kaaden. In den 1890er Jahren wurde die Gemeinde dem Bezirk Preßnitz zugeordnet. 1893 entstand ein neuer Friedhof. Zwischen 1896 und 1897 erfolgte der Bau der Straße nach Reischdorf. Nach dem Münchner Abkommen wurde das Dorf 1938 dem Deutschen Reich zugeschlagen und gehörte bis 1945 zum Landkreis Preßnitz, dessen Auflösung zwar 1939 verkündet, aber bis zum Ende des Zweiten Weltkrieges nicht durchgeführt wurde. Als Teil des Gerichtsbezirkes Preßnitz sollte Wohlau dabei dem Landkreis Kaaden zufallen. Nach dem Ende des Krieges kam Volyně zur Tschechoslowakei zurück und die deutschen Bewohner wurden vertrieben. 1951 wurde Volyně ein Ortsteil von Výsluní. 1975 verlor Volyně des Status als Ortsteil von Výsluní. Seit 1999 besteht der Ortsteil Volyně wieder. Die Kirche in Volyně wurde im Jahre 2009 rekonstruiert.

## Entwicklung der Einwohnerzahl
| Jahr | Einwohnerzahl |
| ---- | ------------- |
| 1869 | 307           |
| 1880 | 323           |
| 1890 | 302           |
| 1900 | 296           |
| 1910 | 325           |

| Jahr | Einwohnerzahl |
| ---- | ------------- |
| 1921 | 303           |
| 1930 | 331           |
| 1950 | 70            |
| 1961 | 5             |
| 1970 | 1             |

| Jahr | Einwohnerzahl |
| ---- | ------------- |
| 1980 | 0             |
| 1991 | 0             |
| 2001 | 1             |
| 2011 | 58            |

## Sehenswürdigkeiten
- Filialkirche St. Peter und Paul, errichtet Ende des 13. Jahrhunderts
- Burgruine Hasištejn, östlich des Dorfes
- Sandsteinkreuz, nördlich des Dorfes
- Kreuz aus dem 16. Jahrhundert, am Bach
- Naturpark Údolí Prunéřovský potok, östlich des Dorfes
- Naturdenkmal Břízy ojcovské u Volyně, südlich des Ortes
- Naturdenkmal Volyňský vrch, südöstlich von Volyně